# Zell am Harmersbach
Pour les articles homonymes, voir Zell.
Zell am Harmersbach est une ville de Bade-Wurtemberg (Allemagne) située dans l'arrondissement de l'Ortenau (district de Fribourg-en-Brisgau).

## Historique

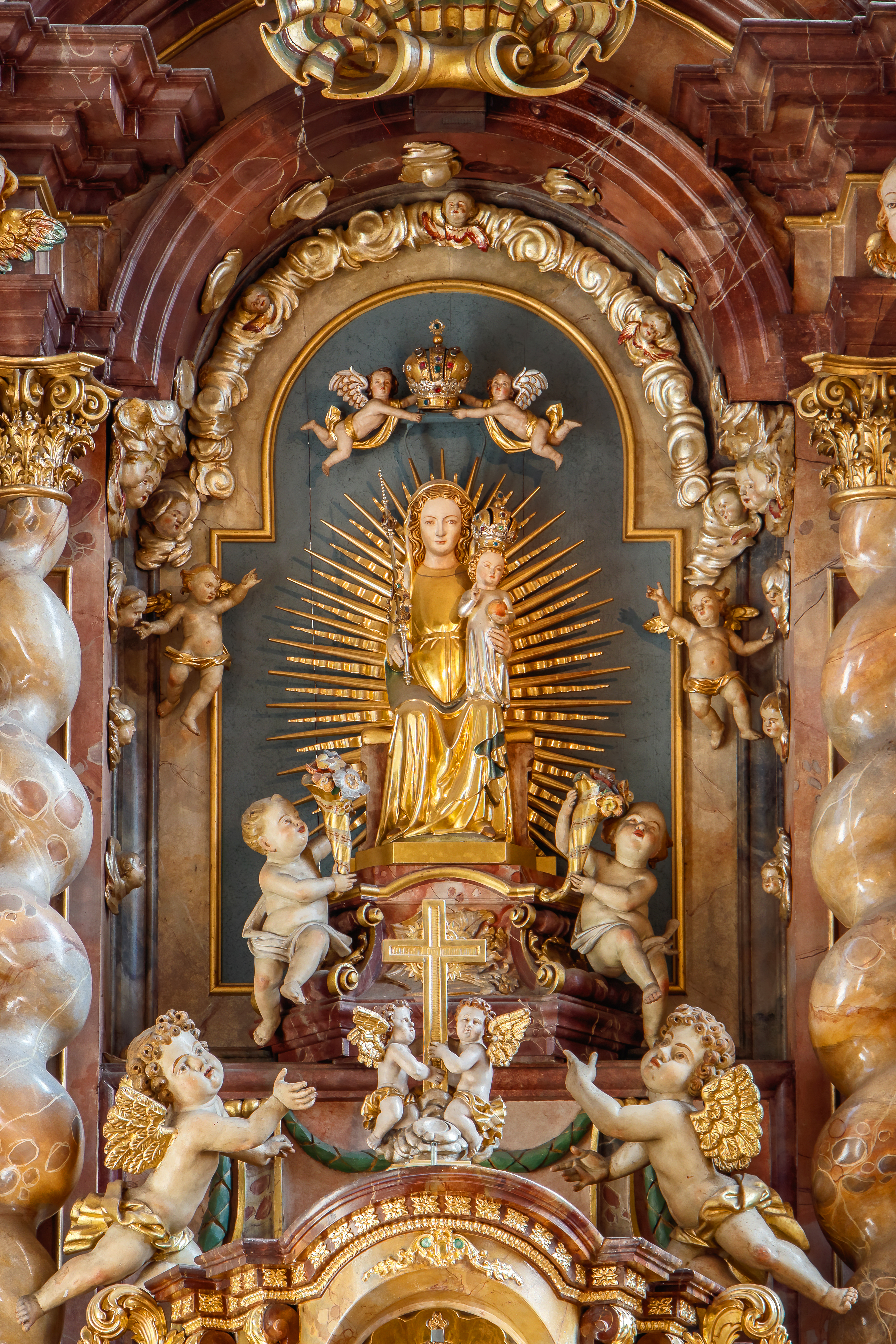
Statue de la vierge Marie à Zell am Harmersbach.

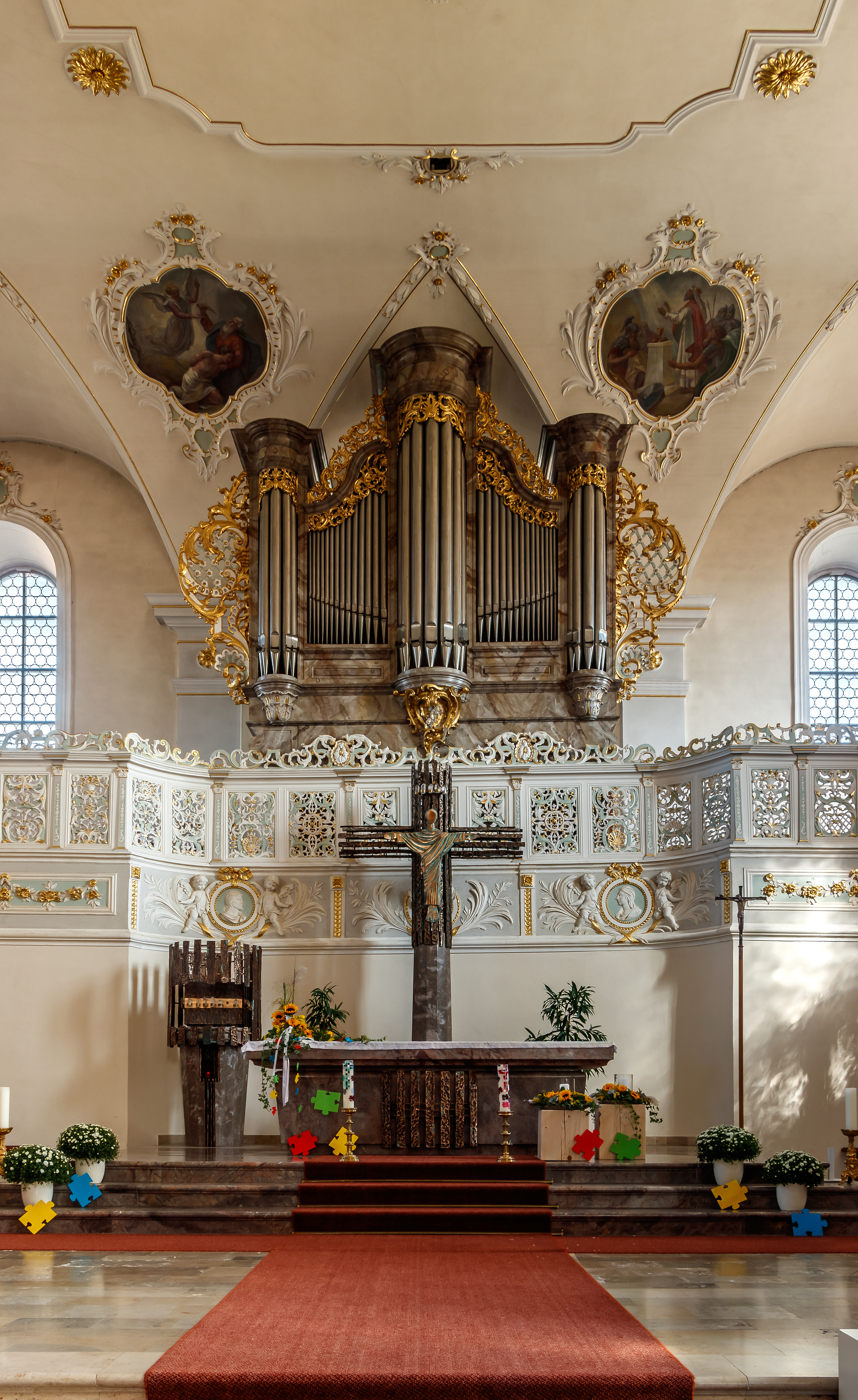
Le cœur de St. Symphorian (Zell am Harmersbach).

## Jumelage
Zell am Harmersbach est jumelée avec la ville de Baume-les-Dames (Doubs, Franche-Comté) en France.